# Baby (Seine-et-Marne)
Pour les articles homonymes, voir Baby.
Baby est une commune française située dans le département de Seine-et-Marne en région Île-de-France.

## Géographie

### Localisation
La commune est située au sud-est du département de Seine-et-Marne à 9 kilomètres au sud-est de Bray-sur-Seine.

### Communes limitrophes
| Villenauxe-la-Petite |      | Villuis            |
|                      | Baby |                    |
|                      |      | Perceneige (Yonne) |

### Géologie et relief
- Contrefort sud de la plaine alluviale de la Bassée.
- La commune est classée en zone de sismicité 1, correspondant à une sismicité très faible[1].

### Hydrographie
Aucun cours d'eau ne traverse la commune.

### Climat
Pour des articles plus généraux, voir Climat de l'Île-de-France et Climat de Seine-et-Marne.
En 2010, le climat de la commune est de type climat océanique dégradé des plaines du Centre et du Nord, selon une étude du CNRS s'appuyant sur une série de données couvrant la période 1971-2000. En 2020, Météo-France publie une typologie des climats de la France métropolitaine dans laquelle la commune est exposée à un climat océanique altéré et est dans la région climatique Nord-est du bassin Parisien, caractérisée par un ensoleillement médiocre, une pluviométrie moyenne régulièrement répartie au cours de l’année et un hiver froid (3 °C).
Pour la période 1971-2000, la température annuelle moyenne est de 10,9 °C, avec une amplitude thermique annuelle de 15,5 °C. Le cumul annuel moyen de précipitations est de 687 mm, avec 11,5 jours de précipitations en janvier et 7,2 jours en juillet. Pour la période 1991-2020, la température moyenne annuelle observée sur la station météorologique la plus proche, située sur la commune de Bouy-sur-Orvin à 12 km à vol d'oiseau, est de 11,4 °C et le cumul annuel moyen de précipitations est de 635,9 mm,. Pour l'avenir, les paramètres climatiques de la commune estimés pour 2050 selon différents scénarios d'émission de gaz à effet de serre sont consultables sur un site dédié publié par Météo-France en novembre 2022.

### Milieux naturels et biodiversité

#### Réseau Natura 2000

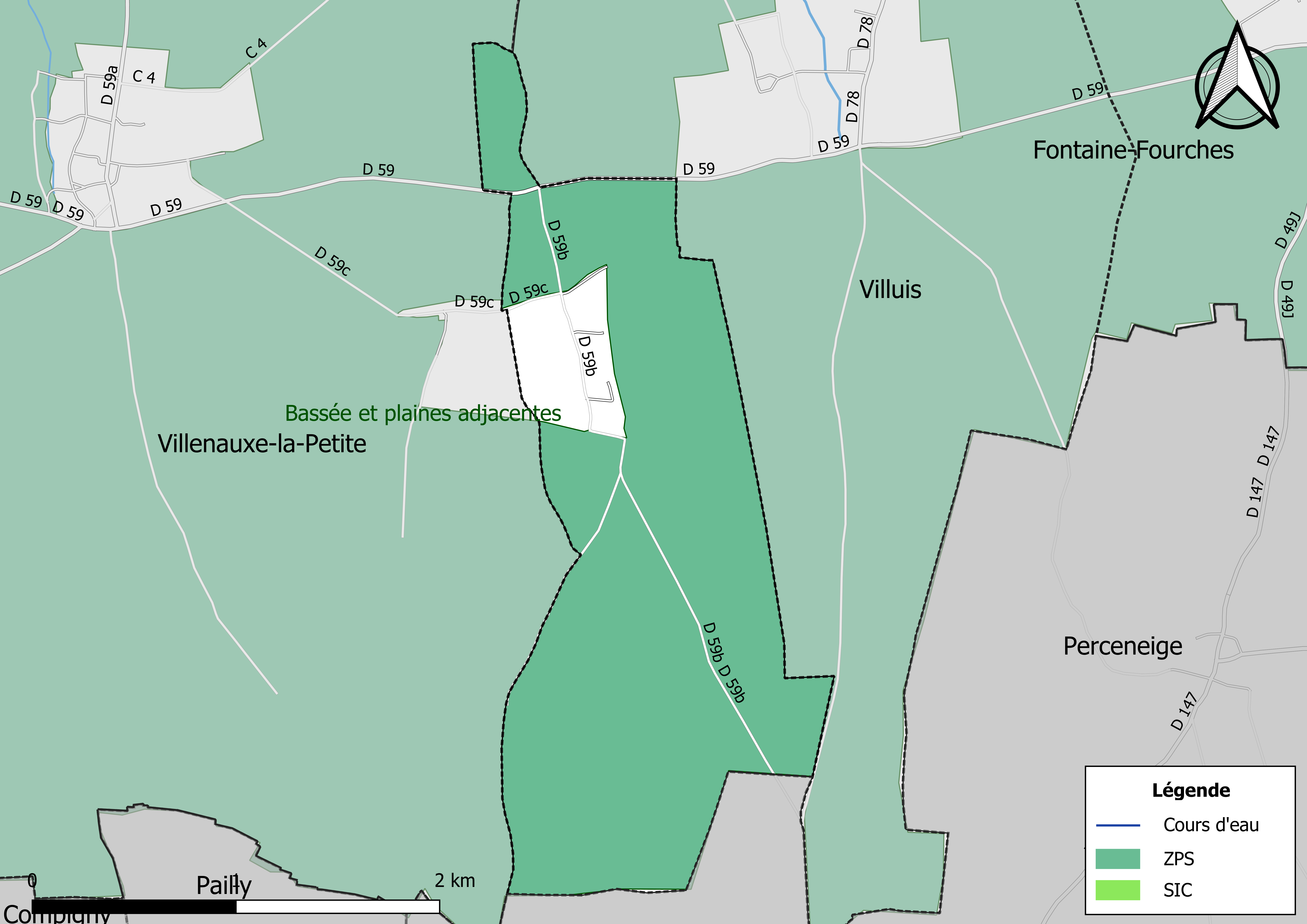
Sites Natura 2000 sur le territoire communal.

Le réseau Natura 2000 est un réseau écologique européen de sites naturels d’intérêt écologique élaboré à partir des Directives « Habitats » et « Oiseaux ». Ce réseau est constitué de Zones spéciales de conservation (ZSC) et de Zones de protection spéciale (ZPS). Dans les zones de ce réseau, les États Membres s'engagent à maintenir dans un état de conservation favorable les types d'habitats et d'espèces concernés, par le biais de mesures réglementaires, administratives ou contractuelles.
Un  site Natura 2000 a été défini sur la commune au titre de la « directive Oiseaux » :  
- la « Bassée et plaines adjacentes », d'une superficie de 27 643 ha, une vaste plaine alluviale de la Seine bordée par un coteau marqué au nord et par un plateau agricole au sud. Elle abrite une importante diversité de milieux qui conditionnent la présence d’une avifaune très riche[11],[12].

## Urbanisme

### Typologie
Au 1er janvier 2024, Baby est catégorisée commune rurale à habitat dispersé, selon la nouvelle grille communale de densité à sept niveaux définie par l'Insee en 2022.
Elle est située hors unité urbaine. Par ailleurs la commune fait partie de l'aire d'attraction de Paris, dont elle est une commune de la couronne,. Cette aire regroupe 1 929 communes,.

### Lieux-dits, écarts et quartiers
La commune compte 36 voies dont 29 lieux-dits administratifs répertoriés.

### Occupation des sols
L'occupation des sols de la commune, telle qu'elle ressort de la base de données européenne d’occupation biophysique des sols Corine Land Cover (CLC), est marquée par l'importance des territoires agricoles (100 % en 2018), une proportion identique à celle de 1990 (100 %). La répartition détaillée en 2018 est la suivante : 
terres arables (93,8% ), zones agricoles hétérogènes (6,2 %).
Parallèlement, L'Institut Paris Région, agence d'urbanisme de la région Île-de-France, a mis en place un inventaire numérique de l'occupation du sol de l'Île-de-France, dénommé le MOS (Mode d'occupation du sol), actualisé régulièrement depuis sa première édition en 1982. Réalisé à partir de photos aériennes, le Mos distingue les espaces naturels, agricoles et forestiers mais aussi les espaces urbains (habitat, infrastructures, équipements, activités économiques, etc.) selon une classification pouvant aller jusqu'à 81 postes, différente de celle de Corine Land Cover,,. L'Institut met également à disposition des outils permettant de visualiser par photo aérienne l'évolution de l'occupation des sols de la commune entre 1949 et 2018.

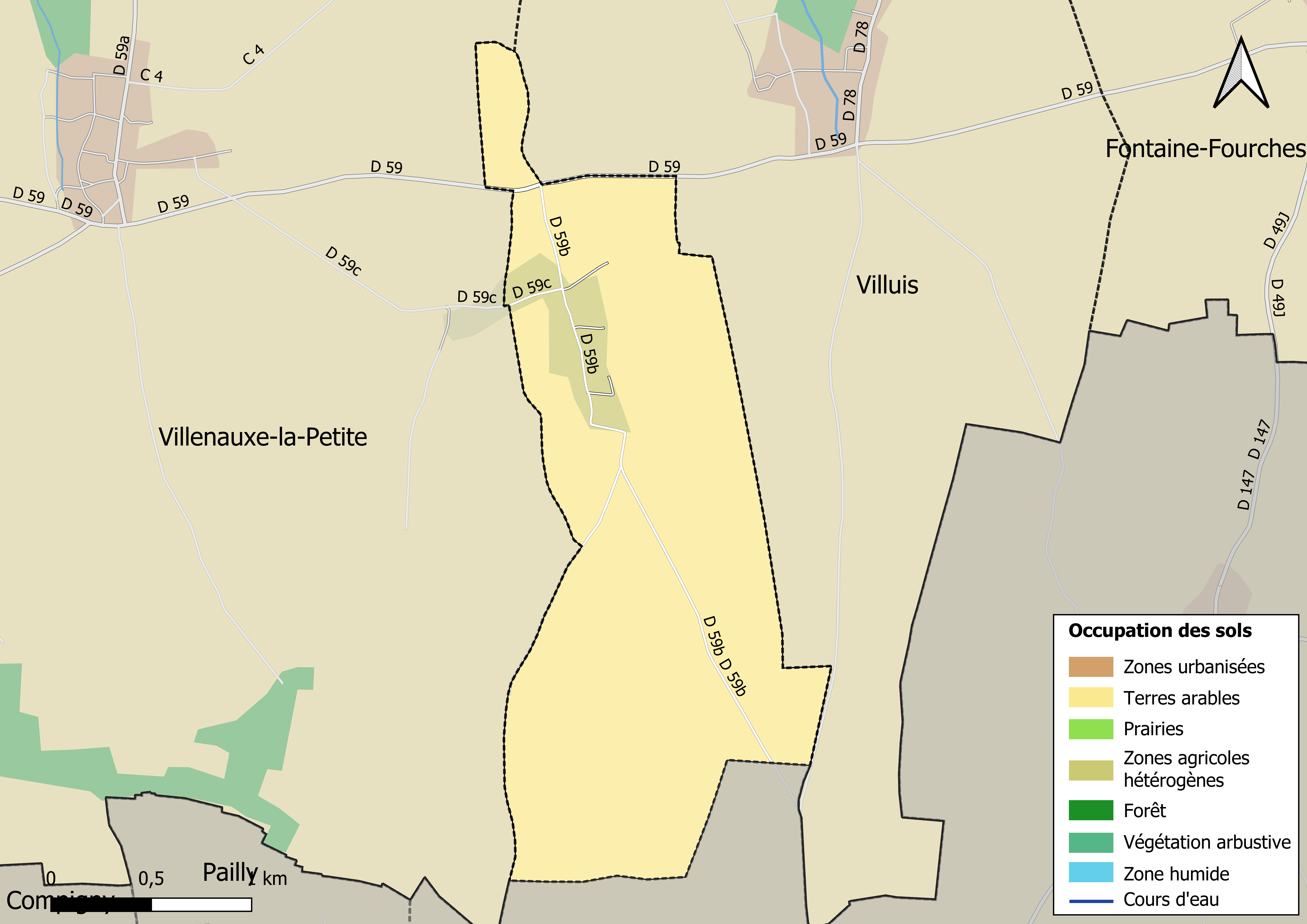
Carte des infrastructures et de l'occupation des sols en 2018 (CLC) de la commune.
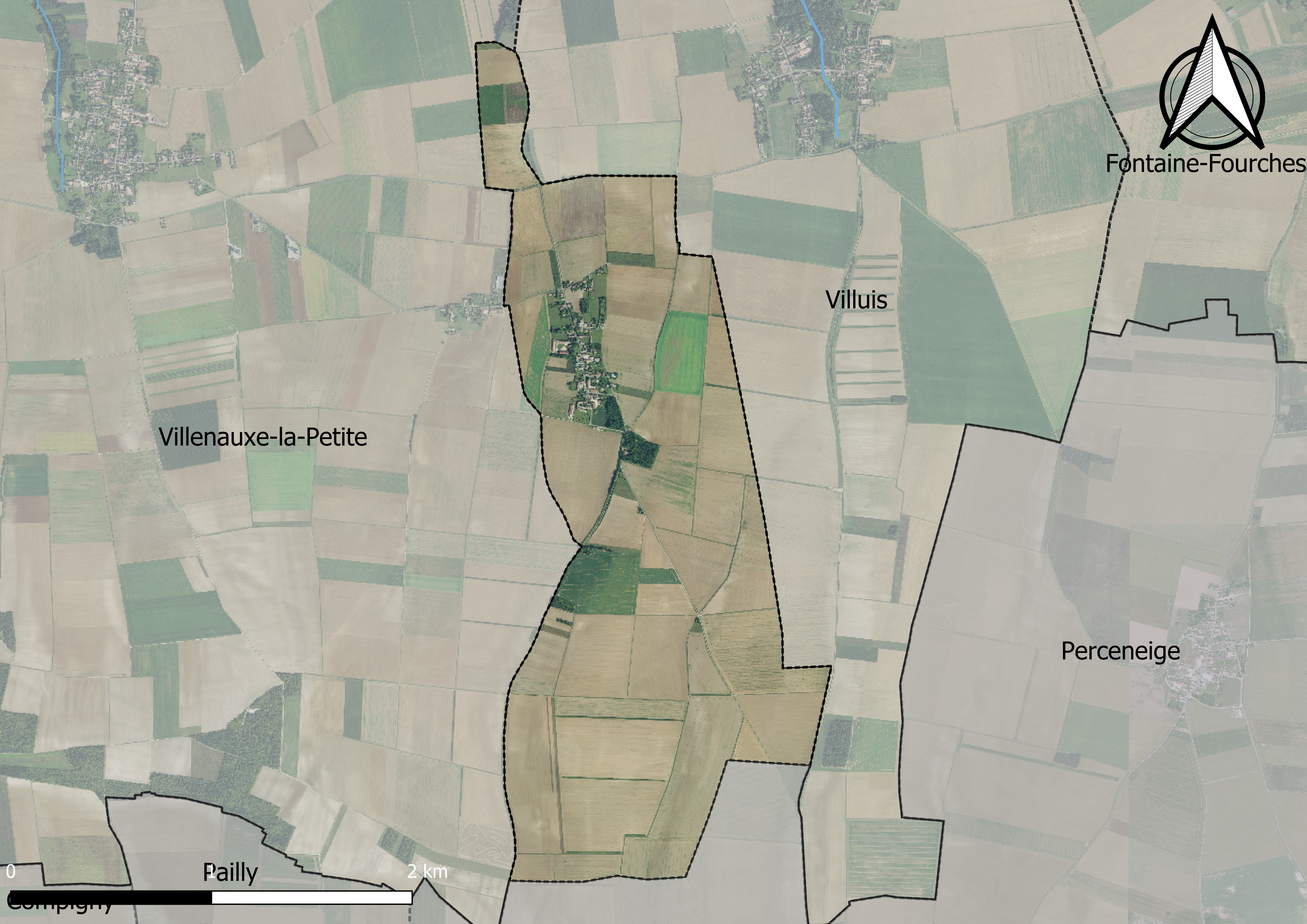
Carte orhophotogrammétrique de la commune.

### Planification
La loi SRU du 13 décembre 2000 a incité les communes à se regrouper au sein d’un établissement public, pour déterminer les partis d’aménagement de l’espace au sein d’un SCoT, un document d’orientation stratégique des politiques publiques à une grande échelle et à un horizon de 20 ans et s'imposant aux documents d'urbanisme locaux, les PLU (Plan local d'urbanisme). La commune est dans le territoire du SCOT Grand Provinois, dont le projet a été arrêté le 29 janvier 2020 et approuvé le 27 novembre 2012, porté par le syndicat mixte d’études et de programmation (SMEP) du Grand Provinois, qui regroupe les Communautés de Communes du Provinois et de Bassée-Montois, soit 82 communes.
La commune, en 2019, avait engagé l'élaboration d'un plan local d'urbanisme.

### Logement
En 2013, le nombre total de logements dans la commune était de 51 (dont 100 % de maisons).
Parmi ces logements, 82,1 % étaient des résidences principales, 8 % des résidences secondaires et 9,9 % des logements vacants.
La part des ménages propriétaires de leur résidence principale s’élevait à 92,5 %.

### Voies de communication et transports

#### Voies de communication
On accède à Baby :
- par la D 59 et D 59b au nord-ouest  de Bray-sur-Seine à 9,5 km ;
- par la D 951 au nord-est  de Nogent-sur-Seine à 19 km.

L'entrée de l'autoroute A5 la plus proche se trouve à environ 39 km (Montereau-Fault-Yonne).

#### Transports
Les gares ferroviaires les plus proches sont :
- Nogent-sur-Seine (desservie par des trains régionaux du réseau TER Grand Est), située à 22,8 kilomètres (23 min) ;
- Sainte-Colombe-Septveilles (desservie par des trains du réseau Transilien — ligne P), située à 24,1 kilomètres (34 min) ;
- Pont-sur-Yonne, desservie par des trains régionaux du réseau TER Bourgogne-Franche-Comté, située à 20,6 kilomètres (24 min).

La commune est desservie par les lignes régulières d'autocars du réseau de bus Provinois - Brie et Seine 3201, 3202, 3240 et 3250.

## Toponymie
Babil, Babic (vers 1260) ; Babich (1261) ; Babix (1400) ; Babiz (1507) ; Baby au pays de Champagne (1650) ; Baby (1793).
De l’anthroponyme latin Babbius, (« vantard »).

## Histoire
Territoire occupé depuis l’Antiquité. Le premier seigneur connu est Jean de Veelu, dont le nom figure sur un acte de 1507[réf. nécessaire].
Un château édifié au XVIIIe siècle est démoli en 1804.
En 1789, Baby faisait partie de l'élection de Nogent-sur-Seine et de la généralité de Paris.

## Politique et administration

### Tendances politiques et résultats

#### Élections nationales
- Élection présidentielle de 2017[29]: 27,42 % pour Emmanuel Macron (REM
), 43,55 % pour Marine Le Pen (FN), 87,10 % de participation.

### Liste des maires
| Période                                  | Période   | Identité            | Étiquette | Qualité     |
| ---------------------------------------- | --------- | ------------------- | --------- | ----------- |
| Les données manquantes sont à compléter. |           |                     |           |             |
| avant 1981                               | ?         | Daniel Mirvault     |           |             |
|                                          |           |                     |           |             |
| 1992                                     | mars 2014 | Christiane Bourcier |           |             |
| mars 2014                                | En cours  | Dominique Mirvault  |           | Agriculteur |

## Équipements et services

### Eau et assainissement
L’organisation de la distribution de l’eau potable, de la collecte et du traitement des eaux usées et pluviales relève des communes. La loi NOTRe de 2015 a accru le rôle des EPCI à fiscalité propre en leur transférant cette compétence. Ce transfert devait en principe être effectif au 1er janvier 2020, mais la loi Ferrand-Fesneau du 3 août 2018 a introduit la possibilité d’un report de ce transfert au 1er janvier 2026,.

#### Assainissement des eaux usées
En 2020, la commune de Baby ne dispose pas d'assainissement collectif,.
L’assainissement non collectif (ANC) désigne les installations individuelles de traitement des eaux domestiques qui ne sont pas desservies par un réseau public de collecte des eaux usées et qui doivent en conséquence traiter elles-mêmes leurs eaux usées avant de les rejeter dans le milieu naturel. La communauté de communes de la Bassée - Montois (CCBM) assure pour le compte de la commune le service public d'assainissement non collectif (SPANC), qui a pour mission de vérifier la bonne exécution des travaux de réalisation et de réhabilitation, ainsi que le bon fonctionnement et l’entretien des installations,.

#### Eau potable
En 2020, l'alimentation en eau potable est assurée par la commune qui gère le service en régie,,.
Les nappes de Beauce et du Champigny sont classées en zone de répartition des eaux (ZRE), signifiant un déséquilibre entre les besoins en eau et la ressource disponible. Le changement climatique est susceptible d’aggraver ce déséquilibre. Ainsi afin de renforcer la garantie d’une distribution d’une eau de qualité en permanence sur le territoire du département, le troisième Plan départemental de l’eau signé, le 3 octobre 2017, contient un plan d’actions afin d’assurer avec priorisation la sécurisation de l’alimentation en eau potable des Seine-et-Marnais. A cette fin a été préparé et publié en décembre 2020 un schéma départemental d’alimentation en eau potable de secours dans lequel huit secteurs prioritaires sont définis. La commune fait partie du secteur Bassée Montois.

## Population et société

### Démographie
L'évolution du nombre d'habitants est connue à travers les recensements de la population effectués dans la commune depuis 1793. Pour les communes de moins de 10 000 habitants, une enquête de recensement portant sur toute la population est réalisée tous les cinq ans, les populations de référence des années intermédiaires étant quant à elles estimées par interpolation ou extrapolation. Pour la commune, le premier recensement exhaustif entrant dans le cadre du nouveau dispositif a été réalisé en 2006.

En 2022, la commune comptait 112 habitants, en évolution de +16,67 % par rapport à 2016 (Seine-et-Marne : +3,92 %, France hors Mayotte : +2,11 %).
| 1793 | 1800 | 1806 | 1821 | 1831 | 1836 | 1841 | 1846 | 1851 |
| ---- | ---- | ---- | ---- | ---- | ---- | ---- | ---- | ---- |
| 165  | 142  | 135  | 96   | 121  | 117  | 111  | 101  | 110  |

| 1856 | 1861 | 1866 | 1872 | 1876 | 1881 | 1886 | 1891 | 1896 |
| ---- | ---- | ---- | ---- | ---- | ---- | ---- | ---- | ---- |
| 122  | 124  | 134  | 122  | 121  | 117  | 126  | 123  | 116  |

| 1901 | 1906 | 1911 | 1921 | 1926 | 1931 | 1936 | 1946 | 1954 |
| ---- | ---- | ---- | ---- | ---- | ---- | ---- | ---- | ---- |
| 109  | 124  | 118  | 109  | 105  | 106  | 96   | 101  | 109  |

| 1962 | 1968 | 1975 | 1982 | 1990 | 1999 | 2006 | 2011 | 2016 |
| ---- | ---- | ---- | ---- | ---- | ---- | ---- | ---- | ---- |
| 95   | 80   | 69   | 59   | 80   | 66   | 68   | 94   | 96   |

| 2021 | 2022 | - | - | - | - | - | - | - |
| ---- | ---- | - | - | - | - | - | - | - |
| 106  | 112  | - | - | - | - | - | - | - |

### Enseignement
La commune ne dispose pas d’école primaire publique (maternelle ou élémentaire).

## Économie
- Exploitations agricoles.

### Revenus de la population et fiscalité
Le nombre de ménages fiscaux en 2013 était de 45 et la  médiane du revenu disponible par unité de consommation  de 20 734 €.

### Emploi
En 2014, le nombre total d’emploi au lieu de travail était de 11.
Le taux d’activité de la population âgée de 15 à 64 ans s'élevait à 82,8 % contre un taux de chômage de 6,3 %.

### Entreprises et commerces
En 2015, le nombre d’établissements actifs était de 10 dont 3 dans l’agriculture-sylviculture-pêche, 1 dans l'industrie, 1 dans la construction, 4 dans le commerce-transports-services divers et 1 était relatif au secteur administratif.
Cette même année, 1 entreprise a été créée par un Auto-entrepreneur.

## Culture locale et patrimoine

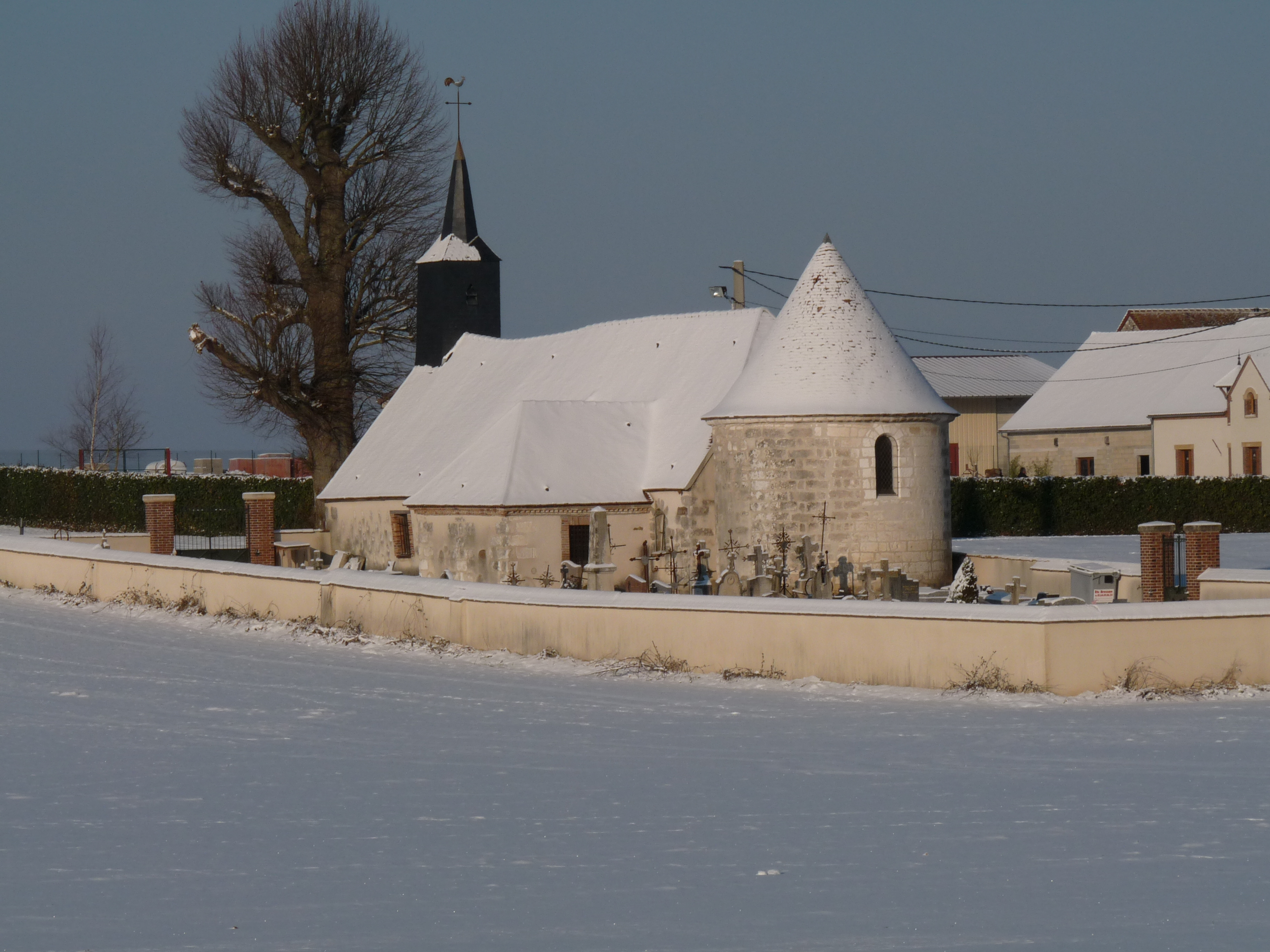
L'église Sainte-Anne sous la neige.

### Lieux et monuments
- Église Sainte-Anne (autrefois rattachée au château de Baby démoli au XIXe siècle), XIe siècle[45].